# Lămâi
Lămâiul (Citrus limon) este un arbust din familia Rutaceae, nativ din Asia, de la 5 la 10 m înălțime, considerat veșnic verde. 

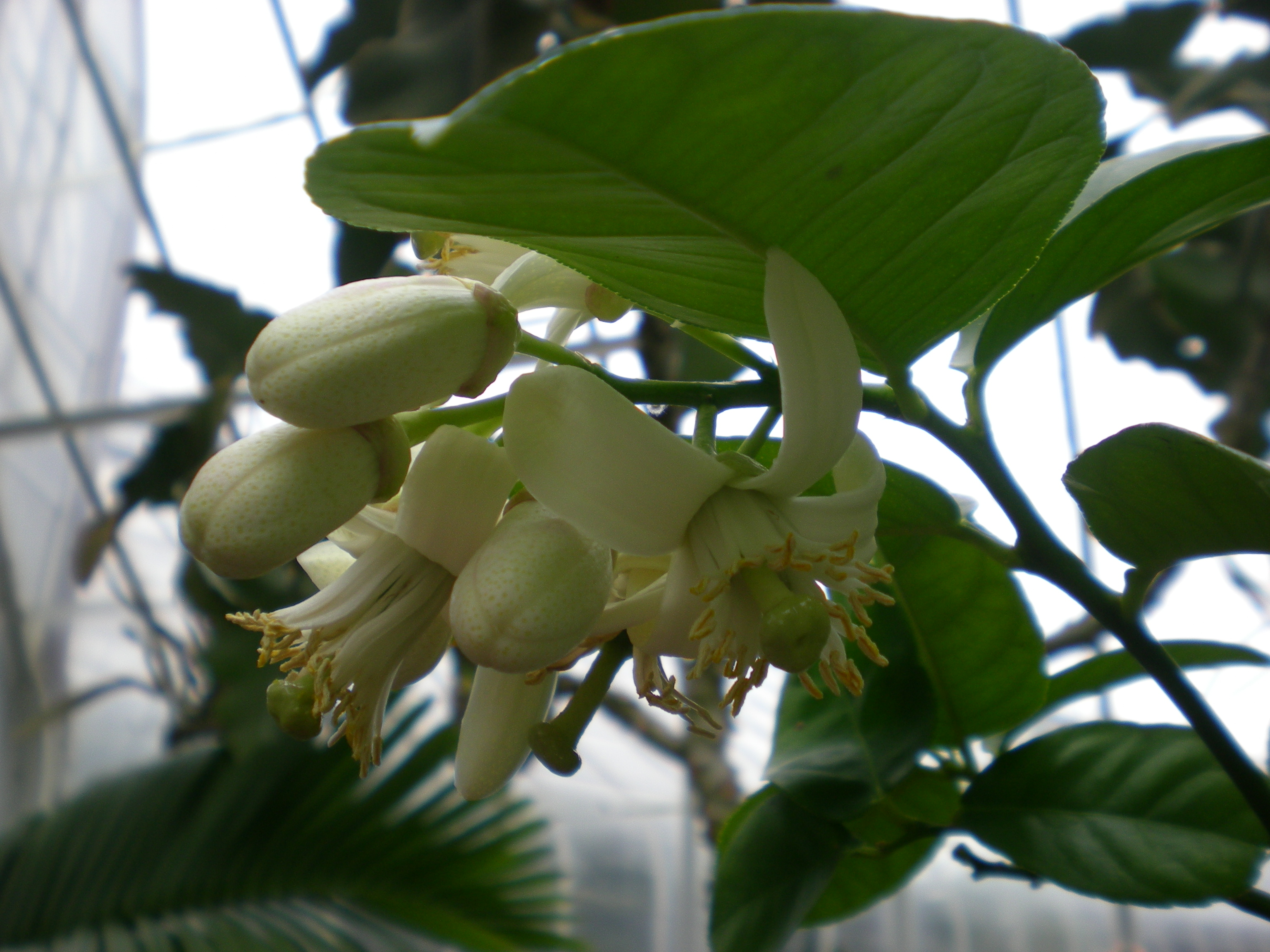
Flori de lămâi

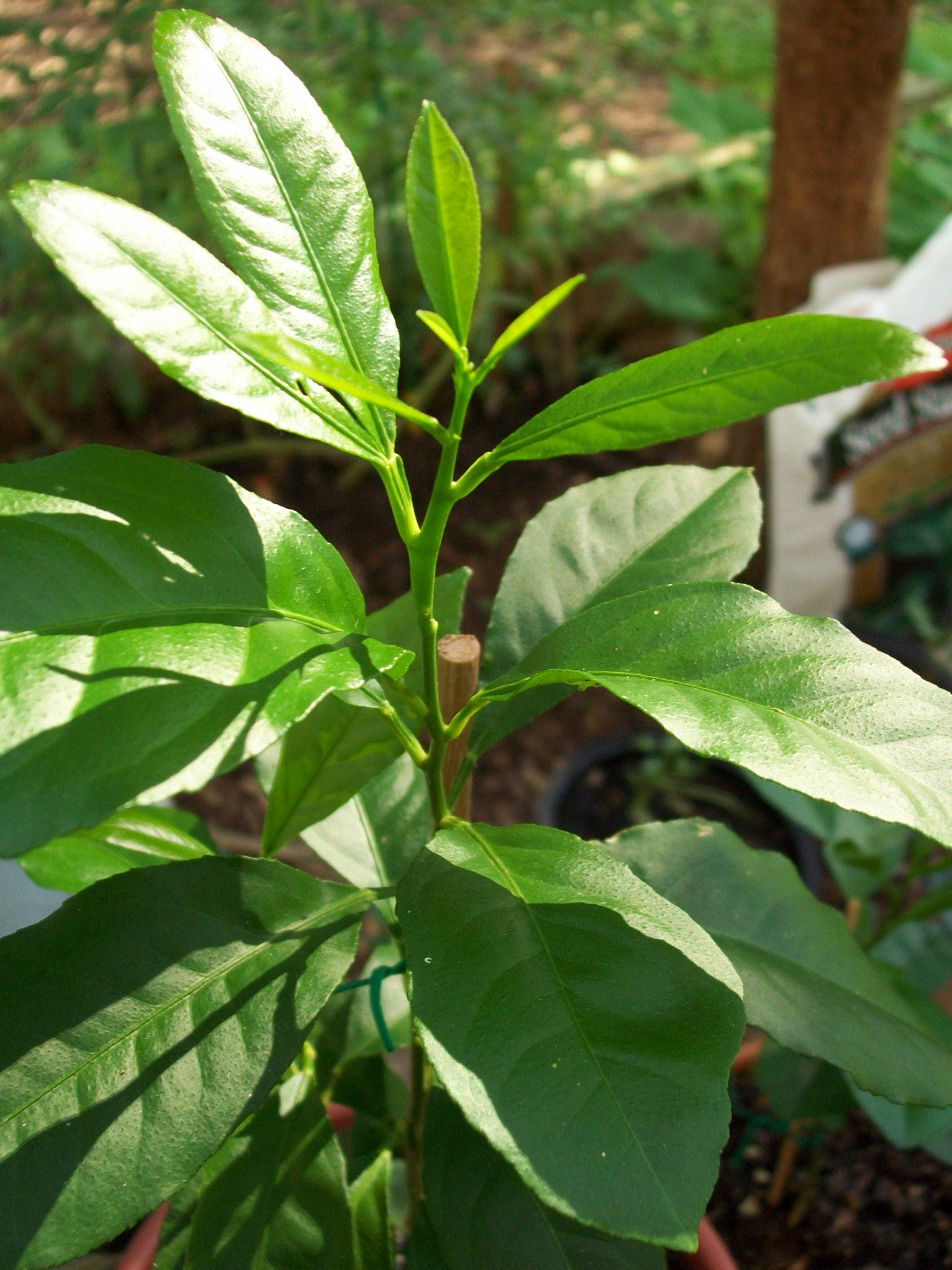
Răsad de lămâi

Fructul copt are forma sferică alungită și coaja în culori care variază de la verde deschis la galben strălucitor. Fructul ajunge la maturitate  toamna târziu în emisfera de nord. Pulpa este suculentă, bogată în acizi și în vitamina C, ceea ce a făcut fructul - datorită conservării ușoare - să fie distribuit în întreaga lume de marinarii care-l utilizau pentru a preveni scorbutul.
Fructul este utilizat în scopuri culinare și non-culinare în întreaga lume - în primul rând pentru suc, deși pulpa si coaja (coaja) sunt de asemeni folosite la gătit. Sucul de lămâie conține aproximativ 5%-6% (aproximativ 0,3 M) de acid citric, care îi dă un gust acru și un pH de 2-3. Gustul acru distinctiv al sucului de lămâie îl face un ingredient cheie în multe feluri de mâncare din întreaga lume.

## Varietăți
- Bonnie Brae

De formă alungită, neted, cu pielea subțire și fără sâmburi; crescut în special în zona San Diego, SUA.
- Bush lemon tree (Lămâiul arbust)

Acest lămâi naturalizat crește în sălbăticie în Australia subtropicală. Are un fruct foarte rezistent cu o coajă groasă, o aromă de lămâie puternică, fiind bun pentru gătit. Crește până la aproximativ 4 metri, având nevoie de o zonă însorită.
- Eureka[3]

Varietate californiană (secolul al XIX-lea) ce rezistă tot timpul anului și crește din abundență; este găsit cel mai des în supermarket-uri
- Femminello St. Teresa, sau Sorrento [4]

Nativ din Italia, coaja fructului acestuia are un conținut bogat în uleiuri și este folosit la producerea limonadei
- Fino

Pobabil de origine spaniolă, această varietate produce fructe de dimensiuni mai mici; este de asemeni cunoscut sub denumirile Mesero, Blanco et Primofiori (ou Primofiore).
- Jhambiri C.  jhambiri [5]

Fruct cu aspect rugos, are o culoare galbenă și pulpa foarte acră. Este folosit ca portaltoi în Asia de sud
- Lisbon[6]

Produce fructe amare de bună calitate cu niveluri ridicate de acid și de suc; fructele Lisbon sunt foarte asemănătoare cu cele Eureka. Copacii viguroși și productivi sunt foarte spinoși, în special atunci când sunt tineri.
- Meyer[7]

Aceasta este o încrucișare între un lămâi și un portocal sau mandarin, și a fost numit după Frank N. Meyer, primul care l-a descoperit în 1908. Cu o coajă subțire și ușor mai puțin acid decât Lisbon și Eureka, fructele Meyer au nevoie de mai multă grijă la transport și nu sunt cultivate comercial pe scară largă. Lămâiele Meyer au o coajă mult mai subțire, și de multe ori se maturizează la o culoare galben-portocalie. Lămâiele Meyer sunt ceva mai rezistente la îngheț decât alte lămâi.
- Ponderosa[8]

Copacul este mai sensibil la frig decat lămâiul obișnuit, dar are fructele cu coajă groasă și foarte mari.
- Variegated Pink[9]

Un soi de Eureka sau Lisabona, cu modele multicolore pe frunze și cojile fructelor verzi imature. La maturare la galben, modelul pestriț dispare din coaja fructelor. Pulpa și sucul sunt de culoare roz sau roz-portocaliu, în loc de galben.
- Verna [10]

Varietate spaniolă cea mai cultivată în Europa. Fructele de dimensiuni medii sunt aproape fără sâmburi.
- Villafranca[11]
- Yen Ben[12]

Varietate australiană creată in anul 1930.
- Yuzu[13]

Originar din China, și ulterior introdus în Japonia și Coreea, yuzu are o aromă asemănătoare unui amestec de lămâie meyer și grapefruit alb. Yuzu este probabil un hibrid între ichang papeda și un mandarin. Yuzu este probabil cel mai rezistent la frig dintre citrice.

## Istoric

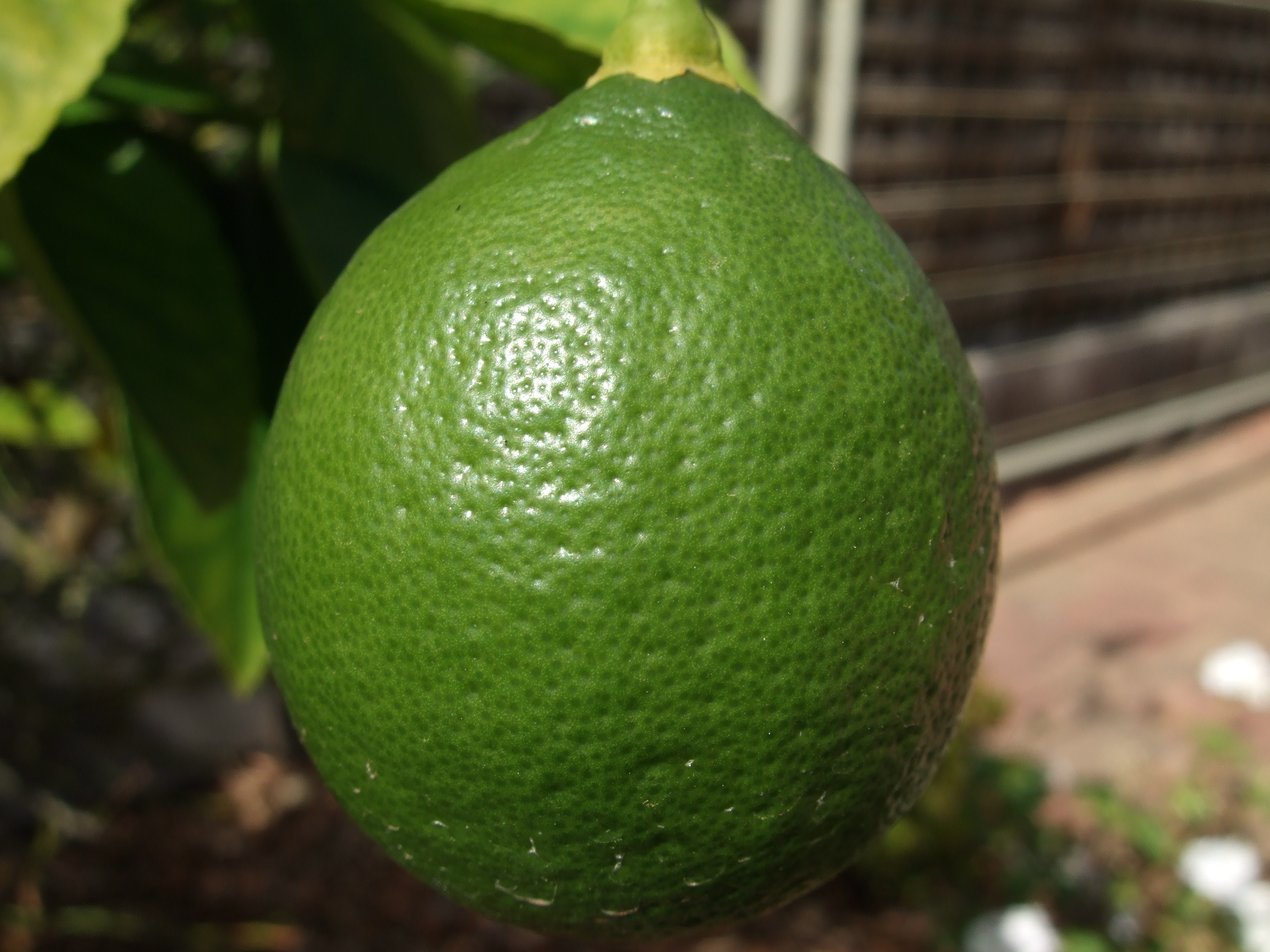
Lămâie verde (necoaptă)

Un studiu genetic a lămâiei consideră că este un hibrid între un portocal acru și un lămâi sălbatic („citron”) .
Se presupune că primul lămâi a crescut în sudul Indiei, nordul Burmei, și China .
În Asia de Sud și de Sud-Est, acesta a fost cunoscut pentru proprietățile sale antiseptice și a fost folosit ca un antidot pentru diferite otrăvuri. În India, fructul, lămâia, este utilizată în viața de zi de zi pentru diverse scopuri. Este utilizată în toată medicină tradițională indiană, în principal, în medicina Siddha și Ayurveda. Acesta este unul dintre ingredientele principale în multe din bucătăria indiană. Lămâia marinată sau mango marinat fac parte din masa zilnică de prânz în sudul Indiei în special în Pooja hindusă.
Lămâiul a intrat în Europa (aproape de sudul Italiei), nu mai târziu de primul secol d.Hr., în timpul Romei Antice. Cu toate acestea, nu a fost cultivat pe scară largă . A fost introdus mai târziu în Persia și apoi în Irak și Egipt în jurul anului 700 d.Hr.. Lămâiul a fost înregistrat în literatura de specialitate într-un tratat în limba arabă despre agricultură din secolul XX și a fost, de asemenea, folosit ca plantă ornamentală în grădinile islamice . A fost distribuit pe scară largă în întreaga lume arabă și regiunea mediteraneeană între 1000 și 1150.
Prima cultivare substanțială de lămâi în Europa a început în Genova, în mijlocul secolului XV  . Mai târziu a fost introdus în America în 1493, atunci când Cristofor Columb a adus semințe de lămâie în Hispaniola de-a lungul călătoriilor sale. Cucerirea spaniolă a ajutat la răspândirea în întreaga Lume Nouă a semințelor de lămâie. Acesta a fost folosit în principal ca ornament și medicină . În secolele XVIII și XIX, odată cu utilizarea lămâilor pe scară largă în gătit și ca potențiator de aromă, acestea au fost din ce în ce mai mult plantate în Florida și California .
În 1747,  James Lind experimentează pe marinarii care suferă de scorbut adăugând vitamina C din suc de lămâie în dieta lor .
Etimologic, cuvântul lămâie, sugerează o origine din Orientul Mijlociu. Una dintre cele mai vechi menționări apare într-un document vamal în limba engleză din 1420-1421, cu originea din limba franceză veche Limon. Mergând pe această cale, se ajunge la latină limone, provenit din arabică laymūn sau līmūn ليمون, și din persană līmūn لیمو (un termen generic pentru citrice) care este cognitiv cu sanskrita निम्ब (nimbū, lime) .

## Utilizare

### Componență chimică

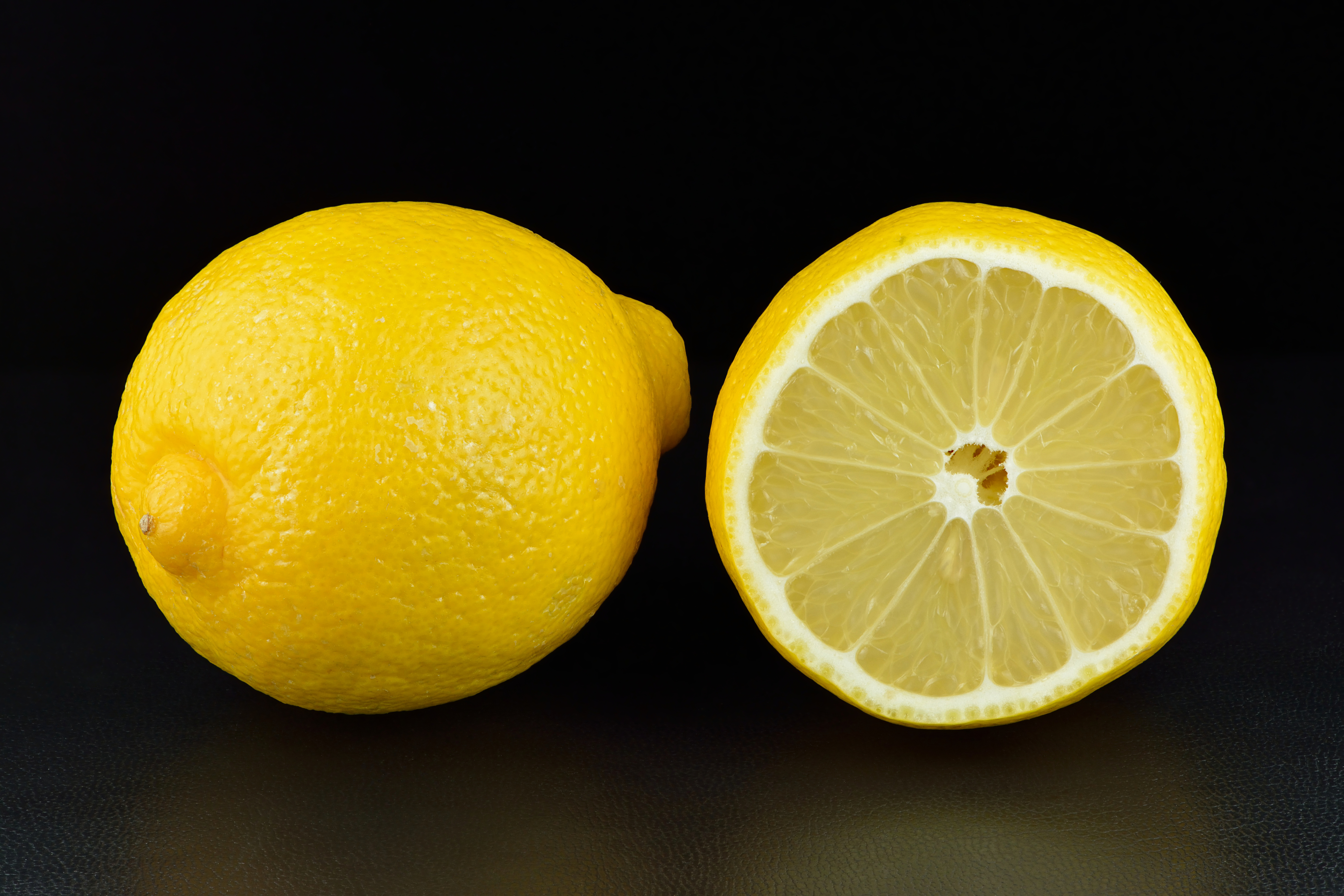

Ca medie, lămâia conține aproximativ 3 linguri (50 ml) de suc. Permiterea lămâii să ajungă la temperatura camerei înainte de stoarcere (sau încălzirea scurta într-un  microunde) face mai ușoară extragerea sucului. Lămâile lăsate nerefrigerate pentru perioade lungi de timp sunt susceptibile la mucegai.
| lămâie, crudă, fără coajă (valori nutritive pentru 100 g) |                                       |                                       |                              |
| apă : 88,98 g                                             | greutate uscată : 0,30 g              | fibre alimentare : 2,8 g              | valoare energetică : 29 kcal |
| proteine : 1,10 g                                         | lipide : 0,30 g                       | glucide : 9,32 g                      | zaharuri simple : 2,50 g     |
| elemente chimice                                          |                                       |                                       |                              |
| calciu : 26 mg                                            | fier : 0,60 mg                        | magneziu : 8 mg                       | fosfor : 16 mg               |
| potasiu : 138 mg                                          | cupru : 0,037 mg                      | sodiu : 2 mg                          | zinc : 0,06 mg               |
| vitamine                                                  |                                       |                                       |                              |
| vitamina C : 53,0 mg                                      | vitamina B1 : 0,040 mg                | vitamina B2 : 0,020 mg                | vitamina B3 : 0,100 mg       |
| vitamina B5 : 0,190 mg                                    | vitamina B6 : 0,080 mg                | vitamina B9 : 0 µg                    | vitamina B12 : 0,00 µg       |
| vitamina A : 22 UI                                        | retinol : 0 µg                        | vitamina E : 0,15 µg                  | vitamina K : 0,0 µg          |
| acizi grași                                               |                                       |                                       |                              |
| acizi grași saturați : 0,039 g                            | acizi grași mono-nesaturați : 0,011 g | acizi grași poli-nesaturați : 0,089 g | colesterol : 0 mg            |

### Culinar

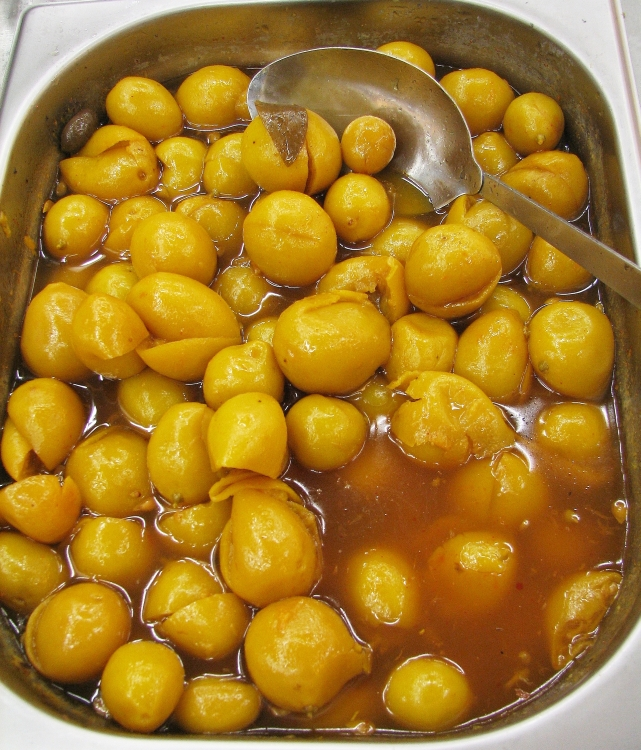
Lămâi murate, o delicatesă marocană

Fructul are utilizări multiple în bucătărie:
- Sucul proaspăt este utilizat în condimentarea peștelui sau folosit atât în marinarea acestuia, acizii din suc neutralizând aminele din pește transformându-le în săruri de amoniu nevolatile, cât și a cărnii roșii unde acizii hidrolizează fibrele dure de colagen, dar pH-ul scăzut distruge proteinele făcând carnea să se usuce la gătire.
- Acesta înlocuiește, în funcție de gust, oțetul în salate.
- Adăugând apă și zahăr, se obține limonada, o băutură răcoritoare; este folosit astfel în mai multe băuturi slab alcolizate și cocktailuri
- Sucul de lămâie este folosit uneori ca un conservant de scurtă durată la anumite alimente (fructe sau legume) care au tendința de a se oxida (prind o culoare maro) după tăiere acidul său distrugând enzimele care produc această oxidare.
- Acesta este adesea utilizat în coacere, în special în rețeta pentru plăcintă de lămâie

### Medicinal
Sucul, care are proprietăți antiseptice datorită pH-ului scăzut, este utilizat de la produse de prim ajutor până la tratamente împotriva durerii de gât.
Având o cantitate mare de vitamina C, sucul este deseori folosit pentru beneficiile acesteia în medicina naturală.
De asemeni, cu un conținut puternic de antioxidanți naturali (flavonoide), se presupune că putea juca un rol împotriva bolilor degenerative ale creierului, ca Alzheimer .
Este tot mai folosit în cosmetică pentru a da elasticitate pielii.
Într-o cercetare din cadrul „The Ohio State University”, SUA, s-a observat că aroma uleiului de lămâie folosită în aromo-terapie, nu influențează sistemul autoimun uman, dar poate modifica starea de spirit .

### Produse chimicale
Uleiul obținut din coajă este folosit în curățirea suprafețelor din lemn, prin capacitatea solventului d-limonen de a dizolva ceara veche, amprentele și mizeria.
Este folosit în produsele de întinerire a vaselor de gătit din cupru.
În produsele de curățire pentru bucătărie și toaletă, sucul de lămâie este utilizat atât ca deodorizant cât și pentru a înlătura grăsimea, petele și a dezinfecta. Amestecat cu bicarbonat de sodiu, poate scoate petele de pe cutiile din plastic folosite la stocarea mâncării .
În scoli fructul, asemenea altor citrice, este folosit ori pentru a arăta producerea curentului electric, prin atașarea unor electrozi la mai multe lămâi, obținându-se un curent de joasă intensitate, dar suficient pentru a alimenta un ceas electric .

## Producție fruct

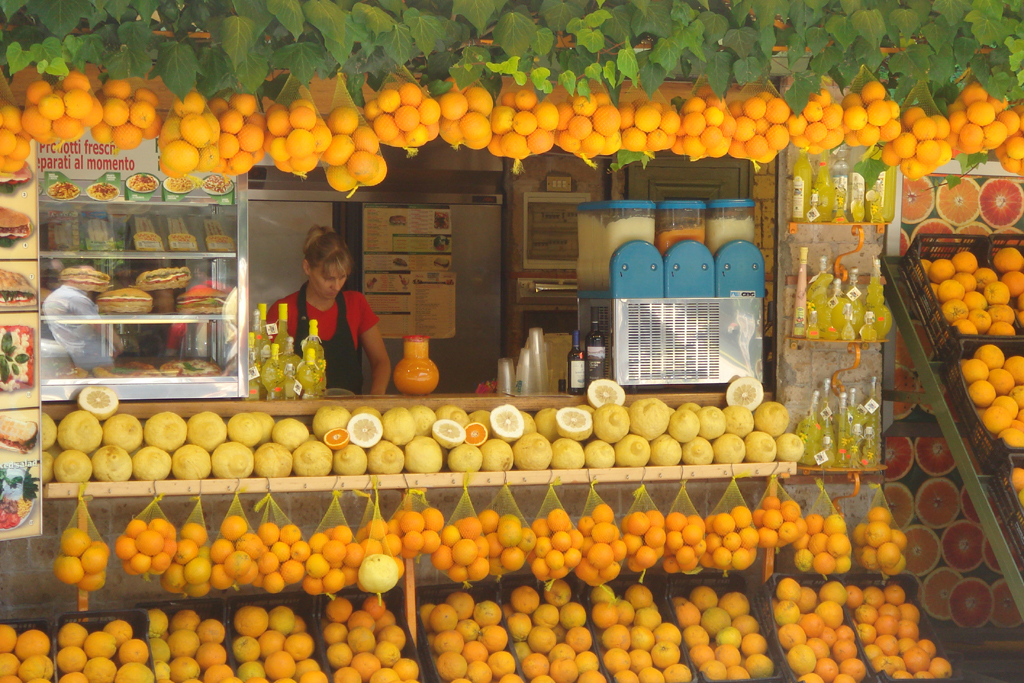
Tarabă din Pompei

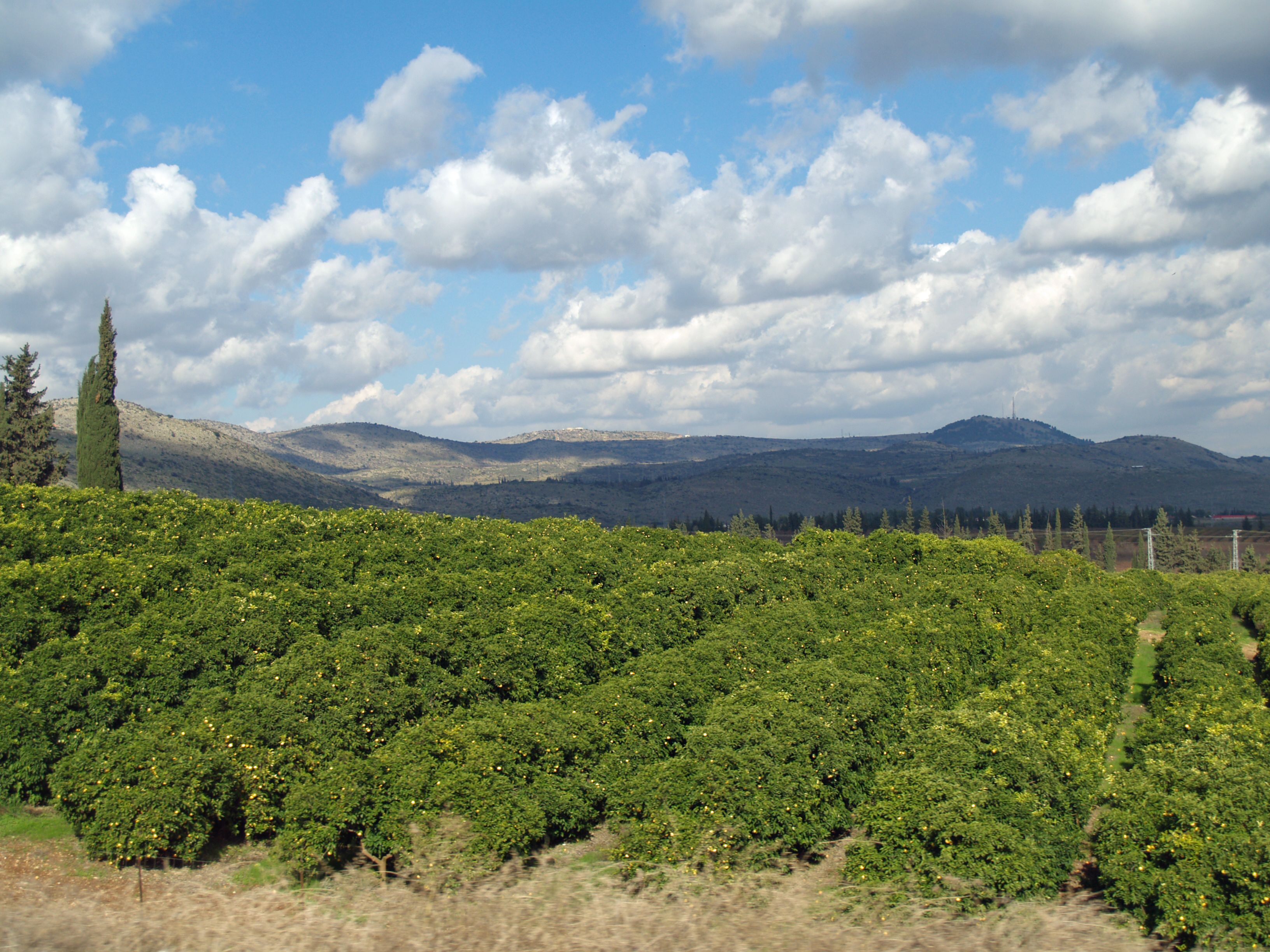
O livadă din Galileea în Israel

India este prima în lista producătorilor cu aproximativ 23,7% din totalul furnizării, urmată de Mexic (~13,2%), Argentina (~7,8%), China (~7,4%) și Brazilia (~7,1%).
| India | 3,098,900Im |
| Mexic | 1,891,400   |
| Argentina | 1,113,380   |
| China | 1,058,105F  |
| Brazilia | 1,020,350   |
| Statele Unite ale Americii | 800,140     |
| Turcia | 787,063     |
| Iran | 706,800Im   |
| Spania | 578,200Im   |
| Italia | 522,377     |
| Total la nivel mondial | 14,244,782  |
| * = Date neoficiale, fără simbol = cifră oficială, F = estimare FAO, Im = Im = datelor FAO bazat pe metodologia de imputare; Sursă: Organizatia de Alimentație si Agricultură a Națiunilor Unite: Departamentul Economic și Social: Divizia de statistică Arhivat în 19 iunie 2012, la Wayback Machine. |             |